# NGC 4104
NGC 4104 é uma galáxia lenticular (SB0) localizada na direcção da constelação de Coma Berenices. Possui uma declinação de +28° 10' 25" e uma ascensão recta de 12 horas, 06 minutos e 38,7 segundos.
A galáxia NGC 4104 foi descoberta em 11 de Abril de 1785 por William Herschel.